# Silkroad Online
Silkroad Online (en coreano 실크로드 온라인) es un MMORPG gratuito lanzado el 21 de febrero de 2006 por la compañía surcoreana Joymax. El juego está basado en gran medida en la histórica ruta de la seda y transcurre en las civilizaciones china, islámica, egipcia y europea.
A partir del 10 de julio de 2018, Silkroad R pasó a ser parte de Silkroad Online, ya que el primero, solo contaba de un servidor y el mismo carecía de actividad.

## Desarrollo
Silkroad Online es un MMORPG (juego de rol multijugador masivo en línea) que introduce al jugador en las antiguas civilizaciones china, islámica y europea.
Su mecánica es la típica de cualquier videojuego de rol: luchar contra diversos monstruos y cumplir diferente misiones para ir adquiriendo experiencia y así subir de nivel; de la misma manera conseguir ítems y oro para comerciar e ir mejorando exponencialmente. A partir del nivel 20 el jugador puede escoger entre tres profesiones (cazador, comerciante o ladrón ); conformar un clan o gremio. Desde el nivel 60 puede conformar una Academia con la cual obtiene puntos adicionales para ser canjeados y así obtener mejores armas (Seal of Honor), obtener buff (que le ayudan a su movilidad, rango de ataque, etc.) y la posibilidad de acompañar en el proceso a los recién iniciados. 
Este MMORPG se encuentra en inglés, Turco, Árabe y Español.

## Mapa
El mapa de Silkroad Online es muy extenso y está inspirado (añadiéndole muchos elementos fantásticos) en la geografía física del Oriente Medio y China, teniendo en cuenta aspectos históricos de la famosa "Ruta de la seda", e incluyendo elementos de las mitologías de las diferente culturas presentes en el juego.

### Regiones
- China: Zona del extremo oriental en el mapa de este juego, básicamente comprende la Región de Jangan (la capital), las montañas de Giryeong, los jardines Grassland, el Bosque de los "Yeohas", la montaña de los Bandidos y Tigres, entre otros. Se comunica con el resto a través del "China West Ferry".
- Western China: Occidente de China, su capital es Donwhang.
- Oasis Kingdom: Se divide en 3 regiones: Tarim Basim al oriente, Hotan en el centro y Karakoram al occidente. Esta zona es muy amplia y está atravesada por cavernas, caminos largos y montañosos y zonas de jardín. Hotan es una especie de Isla-Palacio muy usada para el comercio. La zona Oasis se comunica a través de Ferris y "Aircraft Docks" que son una especie de globos aerostáticos que son llevados por aves.
- Taklamakan: Generalmente nombrado "El Desierto de la muerte", es un área sin ciudades. Solo tiene comunicación con Oasis y Asia Central, esta última mediante el "Túnel de Abbys"
- Asia Central: La capital es Samarkand. El paso hasta Asia Menor es una especie de canal profundo que debe ser cruzado por los puentes.
- Asia Occidental: Zona extremadamente montañosa y poco conocida hasta la versión "Legend II", que se basa en esta zona, agregando ciudades impresionantes y monstruos. Tiene 4 montañas en sus extremos: Eye Peak, Brain Peak, Tail Peak y Beak Peak.
- Asia Menor: comprende la zona desde Costa de Troya (occidente) hasta Anatolian plateau (oriente); en el centro se ubica el Monte Ararat y Capadocia. Desde aquí es posible transportarse a Europa.
- Europa: En el extremo occidental del mapa se sitúa Europa, específicamente el área alrededor de Constantinopla, su capital. Comprende bosques como el "Forest of Sorrow" o "Forest of Dusk", y el Templo de Júpiter (en el extremo sur).
- Quin-Shi Emperor Tomb: Se encuentra en el noroeste de China como una ampliación de esta región. Solo pueden entrar los personajes que hayan alcanzado el nivel 70 como mínimo.
- Donwhang cave(Caverna/Dungeon Cave): Se encuentra en el noreste de Western China. Se trata de una cueva parecida a la de Jangan pero más pequeña. Solo pueden entrar los personajes que hayan alcanzado el nivel 50 como mínimo.
- Pharahoh's Tomb: Tumba egipcia ubicada en "Holy Water Temple" (Alexandria).
- Pharahoh's Tomb(Detalles): Solo se puede entrar 2 veces por día y se necesita un "Party" completo (8/8). Además se necesita ser nivel 100 para entrar en ella
- Temple: Es el templo donde se encuentran los Monstruos normales y Monstruos Únicos más poderosos (Seth, Haroeris, Anubis, Selket, Neith, Isis...). Requiere nivel 105 para entrar.

### Ciudades
- Jangan: Ciudad de comienzo de personajes chinos.
- Donwhang: Ciudad situada entre Jangan y Hotan.
- Hotan: Ciudad a la que suelen acudir los personajes de niveles altos.
- Samarkand: Ciudad para personajes europeos y chinos, situada entre Constantinople y Hotan.
- Constantinople: Ciudad de comienzo de personajes europeos.
- Alexandria: Ciudad Egipcia situada debajo de Constantinople. Solo pueden entrar los personajes que hayan alcanzado el nivel 95 como mínimo.
- Baghdad : ciudad de nivel alto 116+.

### Monstruos Únicos y más
- Tiger Girl: Mujer montada encima de un tigre blanco más grande de lo común, aparece en "Tiger Mountain" siendo lvl 20
- Cerberus: El perro guardián del inframundo, tiene 3 cabezas, montado en él se encuentra Hades, el dios del inframundo. Aparece en toda la región sur de Constantinopla, desde Forest of Dusk hasta Garden of Gods siendo lvl 24.
- Captain Ivy: Es muy parecida a un jugador regular, sin embargo posee 2 especies de ballestas en sus brazos, aparece en las cercanías de Ararat Mt. en Asia Menor siendo lvl 30.
- Uruchi: Rey de los bandidos, se monta sobre un animal de dos cabezas y parecido a un dragón, se le ve por la región de Tarim Basim siendo lvl 40.
- Isyutaru: EL Angel De Hielo (Fallen Ice Angel), sinónimo de terror. Aparece en "Ancient Remains of Karakoram"s siendo lvl 60.
- Lord Yarkan: Fue el rey de una civilización que desapareció por desperdiciar el agua. Se encuentra en el desierto de la muerte Taklamakan siendo lvl 80.
- Demon Shaitan: Es el creador de la bestia "Roc", Aparece en Roc Mountain siendo lvl 90
- Medusa:aparece en las cavernas "QinShi" en Jangan, fue añadida en la expansión Legend IV "Tomb of QinShi Emperor´siendo lvl 105"`
- Roc:Roc el Monstruo Único de nivel 107 alcanza los 1.400.000.000 de Vida y aparece en Gate of Ruler centrada en Roc Mountain.Da una parte de set de roc seal of sun lvl 98,
- Haroeris:Antiguo dios egipcio, aparece junto con Seth en Temple, siendo lvl 109 (Para llegar a Seth se debe matar a Haroeris).
- Seth:Dios Egipcio situado en Temple, temido por todos por su gran tamaño, siendo lvl 110
- Isis:Diosa que vive en los templos de alexandria, utiliza como arma una gran lanza con poderosos ataques.
- Neith:Diosa única que aparece en Temple, usa como arma un arco y ataca a varias personas al mismo tiempo, nivel 106

## Personajes de los jugadores

### Características de la raza europea
Los Europeos son más lentos en movimientos y en reutilizar pociones, pero más fuertes en ataque grupal e individual.
Entre los numerosos personajes que se han desarrollado en Europa, hay seis clases: 
- Warrior/Guerrero: (Armas Físicas) Son los más fuertes físicamente, pero carecen de aptitudes mágicas. Pueden utilizar estas armas: One-handed Sword (De ataque medio; pero rápidos, además cuenta con un escudo que es protección extra),Two-handed Sword (Su ataque es más lento, pero poderoso, y con más critico) y Dual Axe (Ataque medio y rápidos con mayor probabilidad de aturdir a sus enemigos)
- Rogue/Rufian: (Armas Físicas) Están entrenados para ataques rápidos, maestros de la ocultación y el disfraz, se les conoce por acabar con sus enemigos sigilosamente, pueden utilizar: Crossbow (Para ataques a Distancia generan buen daño) y/o Dagger (Para ataque cuerpo a cuerpo con daños extremos)
- Wizard/Mago: (Arma mágica) Controlan los poderes de la naturaleza (Tierra, Fuego, Hielo y Rayo) son quienes  mayor daño mágico hacen en el juego. Los Wizards son físicamente débiles, sin embargo es la clase que genera más daño en el juego. Su arma es el Staff o bastón de mago
- Warlock/Brujo: (Arma mágica) Los Warlocks son aquellos que pueden lanzar maldiciones al enemigo, su arma es el Dark staff
- Bard/Bardo: (Arma mágica) Usan las ondas sonoras de la música como su ataque y sirven de mucho apoyo en un grupo.
- Cleric /Clérigo: (Arma mágica) Son muy importantes dentro del juego, curan y proporcionan apoyo aumentando las defensas del grupo además de revivir al grupo, utilizan como arma el Light staff

Armaduras :
- Heavy Armor = Mucha defensa física - Poca defensa mágica.
- Light Armor = Defensa física y mágica equilibradas 10% ahorro de maná y 10% más rápido moviéndose.
- Robe = Mucha defensa mágica - Poca defensa física 20% ahorro de maná y 20% más rápido.

### Características de la raza china
Son más rápidos y livianos, pero de menor ataque que los europeos(skills): 
- Por Weapon skills - hay 3 habilidades (físicas) de arma (Bicheon-Swordmanship/espadas, Heuksal-Spearmanship/lanzas, Pacheon-Bowmanship/arco)
- Por Force skills - hay 4 habilidades mágicas (Cold/frio, Lightning/electricidad, Fire/fuego, Force/Fuerza de curación)

Armas y descripción de sus maestrías
- Sword - Arma mágica de 1 mano (Bicheon): Son los personajes mágicos que mayor defensa tienen por su escudo con el poder Bicheon se encuentran con el mayor ataque mágico (tunbar al enemigo y golpearlo abajo) a nivel 120.
- Blade - Arma física de 1 mano (Bicheon): Poseen la mayor resistencia individual del juego pero también el menor ataque del juego hasta el niveles medianos. Los bladers son los que adquieren mayor daño físico crítico ,(crean maldiciones y malos estados a los enemigos),a nivel 120 son los de mayor ataque en el juego.
- Spear - Arma mágica de 2 manos (Heuksal): Tienen el mayor ataque entre los caracteres chinos pero también la defensa más baja. mantiene un daño considerable a nivel 120.
- Glavie - Arma física de 2 manos (Heuksal): Sus ataques son lentos, pero además de aturdir al monstruo, tienen el más alto daño físico de los chinos Solo hasta el niveles medianos. Al alcansar el nivel 120 mantiene un daño y defensa equilibrado(no tienen daños extras). con la lentitud de sus ataques en combate no se ve un daño considerable a sus enemigos.
- Bow - Arma física de 2 manos y con rango, su ataque es muy bueno dentro de las armas chinas, muy alto nivel de daño crítico. Atacan a gran distancia. Con el poder físico crítico superior a todas las armas chinas a nivel 120 generan un gran daño al enemigo.
- Shield - Arma de defensa de 1 mano, solo se puede utilizar con Blade y Sword: Un complemento para las armas ya antes mencionadas.

Armaduras:
- Armor = Mayor defensa física - Poca defensa mágica.
- Protector = Defensa física y mágica equilibradas 10% ahorro de maná y 10% más rápido que armor
- Garment = Mayor defensa mágica - Poca defensa física 20% ahorro de maná y 20% más rápido que armor

Se pueden mezclar las diferentes partes de Armor y Protector, pero no Garment, esto quiere decir que no puedes llevar una pieza de garment y lo demás de otro tipo.

### Puntos de experiencia (Stat Points)
Cuando el personaje sube un nivel ganan 5 stats points. Dos son asignados automáticamente y los otros tres quedan a disposición del usuario.
Si agrega 1 stat point de STR agrega HP, lo que mejora el Ataque Físico y la Defensa Física; 
y si agrega 1 stat point de INT agrega MP, mejora el Ataque Mágico y la Defensa Mágica.

### Profesiones
Con la nueva actualización "Thief-hunter" se ha erradicado a la profesión de trader dejando así solo a las otras dos, thief-hunter
- Ladrón (Thief): con la nueva actualización el thief se encarga de obtener mercancía matando mobs y entregándolos a un NPC que yace en cada ciudad. el ladrón a medida que vaya entregando mercancía va a ir subiendo de nivel, a medida que suba de nivel podrá obtener skill job o poderes de profesión, que mejoraran la velocidad de movimiento, etc. Los thief se encargaran además de matar Hunters, y con ellos también subirán de nivel
- Cazador (Hunter): Elimina a los ladrones que encuentra a su paso, usan un ítem en la espalda que los identifica con una cruz azul.

### Gremios (Guilds)
A partir del nivel 20, los jugadores pueden crear gremios (Guild), lo que permite a sus miembros hablar entre sí y participar en guerras entre gremios. Los gremios también tienen niveles y puntos de nivel, que se obtienen cuando sus miembros matan monstruos. Además, los miembros pueden donar sus puntos individuales al gremio. Con dinero y puntos de nivel, los gremios crecen y acceden así a más opciones como establecer alianzas (uniones), ganar espacio de almacenaje y atraer más miembros. Los gremios(Guild) también pueden portar un emblema, así mismo, la misión principal en batalla de los guild es obtener alguna de las fortalezas ubicadas en Constantinopla, Hotan, Jangan o Bandit, la cual genera beneficio para los miembros del guild ya que cobras impuestos a casi todas la tiendas y eso le permite al guild ganador obtener entre 2 y 3 billones mensualmente para ser repartido entre los miembros que participen de la batalla y su unión..